# Glinna (rejon pustomycki)
Glinna (ukr. Глинна) – wieś na Ukrainie w rejonie pustomyckim należącym do obwodu lwowskiego. 
W II Rzeczypospolitej wieś w powiecie lwowskim województwa lwowskiego. W latach 1943–1944 nacjonaliści ukraińscy z OUN-UPA zamordowali tutaj 6 Polaków.
W 1999 nastąpiło zjednoczenie trzech miejscowości: Pustomyty, Leśniowice, Glinna.

## Pałac
- dwukondygnacyjny pałac zniszczony w 1939[2]